# Édouard Pierron
Pour les articles homonymes, voir Pierron.
Édouard Pierron est un général français né le 3 octobre 1835 à Moyenvic, mort le 24 août 1905 à Versailles.

## Carrière militaire
Il fait partie de la 40e promotion de l'École spéciale militaire de Saint-Cyr (1855-1857) : il en sort major et rejoint l'infanterie. Il prend part aux campagnes d'Italie (batailles de Turbigo et de Marengo), de Kabylie et du Mexique (siège de Puebla, bataille de Majoma). 
En 1867, il est nommé officier d'ordonnance et secrétaire particulier de l'empereur Maximilien, puis officier d'ordonnance de l'empereur Napoléon III.
Pendant la guerre franco-prussienne de 1870-71, il est fait prisonnier à Sedan et s'évade. Il devient ensuite Directeur des études de l'École supérieure de guerre : à ce poste il publie plusieurs ouvrages d'histoire et de stratégie militaires. Il termine au grade de général de division, commandant du 7e corps d'armée et membre du Conseil supérieur de guerre.
Il est le gendre du journaliste et homme de lettres Louis Veuillot. Il est mort le 23 août 1905 à Versailles où ont eu lieu ses obsèques. Son épouse, Agnès Veuillot, décède le 4 février 1945 à Versailles.

## Distinctions
Grand officier de la légion d'honneur.